# Critérium International 2009
| Endstand nach der 3. Etappe | Endstand nach der 3. Etappe | Endstand nach der 3. Etappe |
| --------------------------- | --------------------------- | --------------------------- |
| Sieger                      | Jens Voigt                  | 7:23:00 h                   |
| Zweiter                     | František Raboň             | + 0:02 min                  |
| Dritter                     | Danny Pate                  | + 0:09 min                  |
| Vierter                     | Maxime Monfort              | + 0:12 min                  |
| Fünfter                     | Cyril Lemoine               | + 0:18 min                  |
| Sechster                    | Jérôme Coppel               | + 0:23 min                  |
| Siebter                     | Juan José Oroz              | + 0:30 min                  |
| Achter                      | Jean-Eudes Demaret          | + 0:34 min                  |
| Neunter                     | Rinaldo Nocentini           | + 0:35 min                  |
| Zehnter                     | Jewgeni Petrow              | + 0:37 min                  |
| Punktewertung               | Jens Voigt                  | 22 P.                       |
| Zweiter                     | Danny Pate                  | 17 P.                       |
| Dritter                     | Tony Martin                 | 15 P.                       |
| Bergwertung                 | Jens Voigt                  | 29 P.                       |
| Zweiter                     | Rémy Di Gregorio            | 20 P.                       |
| Dritter                     | David Le Lay                | 12 P.                       |
| Nachwuchswertung            | Jérôme Coppel               | 7:23:23 h                   |
| Zweiter                     | Jean-Eudes Demaret          | + 0:11 min                  |
| Dritter                     | Nicolas Roche               | + 0:15 min                  |
| Teamwertung                 | Team Saxo Bank              | 22:10:05 h                  |
| Zweiter                     | Française des Jeux          | + 0:16 min                  |
| Dritter                     | Team Katjuscha              | + 0:49 min                  |

Das 78. Critérium International ist ein Rad-Etappenrennen, das vom 28. bis 29. März 2009 stattfand. Es wurde in einer Flachetappe, einer schweren Bergetappe und einem kurzen Einzelzeitfahren über eine Gesamtdistanz von 296,8 Kilometern ausgetragen. Es ist Teil der UCI Europe Tour 2009 und dort in die höchste Kategorie 2.HC eingestuft.

## Teilnehmerfeld
Am Critérium International 2009 nahmen 11 UCI ProTeams und 5 UCI Professional Continental Teams teil.
UCI ProTeams
 ag2r La Mondiale
 Astana
 Bbox Bouygues Télécom
 Caisse d’Epargne
 Cofidis
 Euskaltel-Euskadi
 Française des Jeux
 Garmin-Slipstream
 Team Columbia-HTC
 Katjuscha
 Team Saxo Bank
UCI Professional Continental Teams
 Agritubel
 Besson Chaussures-Sojasun
 BMC Racing Team
 Skil-Shimano
 Vacansoleil

## Etappen
| Etappe     | Tag      | Start-Ziel                                | km        | Etappensieger | Führender    |
| ---------- | -------- | ----------------------------------------- | --------- | ------------- | ------------ |
| 1. Etappe  | 28. März | Monthois–Charleville-Mézières             | 190       | Jimmy Casper  | Jimmy Casper |
| 2a. Etappe | 29. März | Les Mazures–Monthermé                     | 98,5      | Jens Voigt    | Jens Voigt   |
| 2b. Etappe | 29. März | Charleville-Mézières–Charleville-Mézières | 8,3 (EZF) | Tony Martin   | Jens Voigt   |